# Gaston Thubé
Gaston Marie Thubé (* 16. Oktober 1876 in Châteaubriant; † 22. Juni 1974 in Paris) war ein französischer Segler.

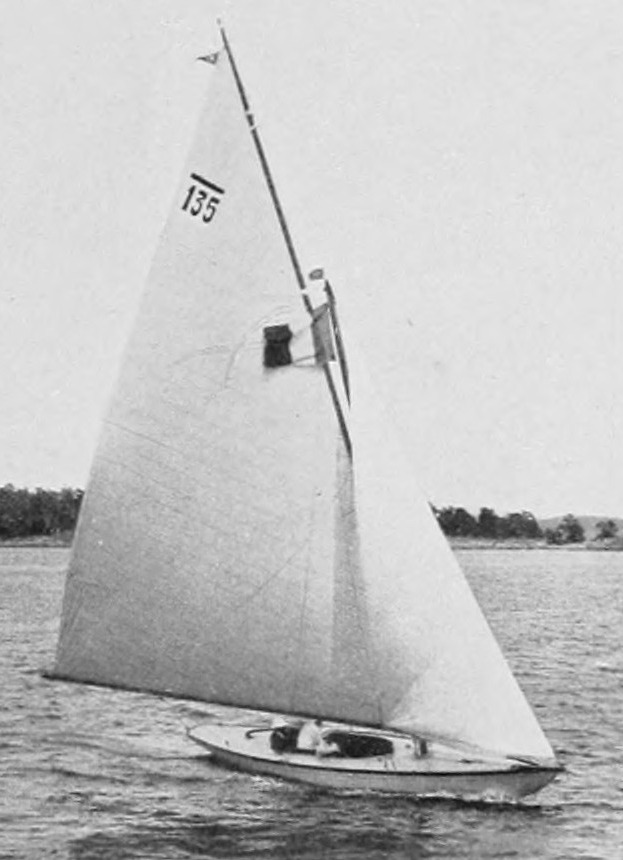
Segelyacht Mac Miche, Goldmedaille 1912, 6-Meter-Klasse

## Erfolge
Gaston Thubé, der für Sport Nautique de l’Ouest segelte, wurde 1912 in Stockholm bei den Olympischen Spielen in der 6-Meter-Klasse Olympiasieger. Er war Skipper der Mac Miche, deren Crew aus seinen beiden jüngeren Brüdern Amédée und Jacques Thubé bestand. In zwei Wettfahrten belegte die Mac Miche ebenso wie das dänische Boot Nurdug II jeweils einmal den ersten und den zweiten Platz, sodass es zwischen den beiden Booten zum Stechen um den Gesamtsieg kam. Die Mac Miche setzte sich in der dritten Wettfahrt durch und beendete die Regatta damit auf dem ersten Platz.